# Карнейро, Жорже Карлос
Жорже Карлос Карнейро (порт.-браз. Jorge Carlos Carneiro; 1 октября 1935, Порту-Алегри — 22 ноября 2004, там же), более известный под именем Ортуньо (порт.-браз. Ortunho) — бразильский футболист, левый и правый защитник и полузащитник.

## Карьера
Ортуньо начал карьеру в молодёжном составе клуба «Интернасьонал». Оттуда он перешёл в «Насьонал». В некоторых источниках указывается, что Ортуньо играл за клуб «Гремио Форса-е-Лус». В 1956 году он перешёл в клуб «Васко да Гама». С этой командой футболист выиграл два чемпионата штата Рио-де-Жанейро и турнир Рио — Сан-Паулу. Однако он не смог выиграть конкуренцию со стороны Коронела, в частности в первом сезоне чемпионата штата футболист лишь раз вышел на поле, в 1958 году играл только трижды.
В 1958 году Ортуньо стал игроком клуба «Гремио». 18 ноября он дебютировал в составе команды в матче с «Крузейро» (2:2). Там же его прозвали «Ортуньо», за внешнее сходство с уругвайским футболистом Вашингтоном Ортуньо. Он выиграл с этой командой девять чемпионатов штата Риу-Гранди-ду-Сул, по другим данным он выиграл восемь титулов чемпиона штата, и три чемпионата Порту-Алегри. В 1962 году защитник выиграл с командой чемпионат Южной Бразилии. В 1966 году он получил тяжёлую травму колена. На следующий год он возвратился в клуб, но не мог демонстрировать былого уровня игры. Игрок был арендован «Метрополем», а потом покинул состав «Гремио». Всего за клуб футболист сыграл 417 матчей и забил 6 голов. Последнюю встречу за клуб защитник сыграл 11 января 1968 года со сборной Румынии (1:1).
Завершил карьеру Ортуньо в «Крузейро» из Порту-Алегри, где играл с 1968 по 1971 год. После окончания игровой карьеры Ортуньо работал в транспортном подразделении телекоммуникационной компании Companhia Riograndense de Telecomunicações. В 1996 году он стал первым членом Аллеи Славы «Гремио». В 2004 году Ортуньо, болевший диабетом, скончался и был похоронен в Порту-Алегри.

## Международная статистика
| Матчи Ортуньо за сборную Бразилии | Матчи Ортуньо за сборную Бразилии | Матчи Ортуньо за сборную Бразилии | Матчи Ортуньо за сборную Бразилии | Матчи Ортуньо за сборную Бразилии | Матчи Ортуньо за сборную Бразилии | Матчи Ортуньо за сборную Бразилии |
| --------------------------------- | --------------------------------- | --------------------------------- | --------------------------------- | --------------------------------- | --------------------------------- | --------------------------------- |
| №                                 | Дата                              | Место проведения                  | Оппонент                          | Счёт                              | Голы                              | Турнир                            |
| 1                                 | 6 марта 1960                      | Сан-Хосе                          | Мексика                           | 2:2                               | —                                 | Панамериканский чемпионат         |
| 2                                 | 15 марта 1960                     | Сан-Хосе                          | Мексика                           | 2:1                               | —                                 | Панамериканский чемпионат         |
| 3                                 | 17 марта 1960                     | Сан-Хосе                          | Коста-Рика                        | 4:0                               | —                                 | Панамериканский чемпионат         |
| 6                                 | 20 марта 1960                     | Сан-Хосе                          | Аргентина                         | 1:0                               | —                                 | Панамериканский чемпионат         |

## Достижения
- Чемпион штата Рио-де-Жанейро: 1956, 1958
- Победитель Панамериканского чемпионата: 1956
- Победитель турнира Рио — Сан-Паулу: 1958
- Чемпион Порту-Алегри: 1958, 1959, 1960
- Чемпион штата Риу-Гранди-ду-Сул: 1959, 1960, 1962, 1963, 1964, 1965, 1967, 1968
- Чемпион Южной Бразилии: 1962